# Пъргас
Пъргас или Бургас (на гръцки: Πυργάρι, до 1926 година Πούργας, Пургас) е историческо село в Гърция, дем Пела, област Централна Македония.

## География
Селото е било разположено в Солунското поле, западно от град Енидже Вардар (Яница).

## История

### В Османската империя
В XIX век Пъргас е част от Ениджевардарска каза на Османската империя. На австро-унгарската военна карта е отбелязано като Бургас (Burgas). На картата на Йоргос Кондоянис е Бургаз (Μπουργάζ) – християнско село. Селото е малък чифлик, собственост на турски бег.
Според статистиката на Васил Кънчов („Македония. Етнография и статистика“) от 1900 година Пъргас брои 140 цигани. Според Боривое Милоевич жителите му работели в градините покрай Караазмак и произвеждали градинарски култури, продавани на ениджевардарския пазар. В 1910 година Халкиопулос пише, че в Пургас (Πούργας) има 44 екзархисти.

### В Гърция
В 1912 година е окупирано от гръцки части. Регистрирано е като селище с мюсюлманска религия и цигански език. След Междусъюзническата война в 1913 година селото попада в Гърция и при преброяването в Паргас (Πάργας) са регистрирани 7 мъжи и 5 жени. В 1924 година мюсюлманските му жители насилствено са изселени в Турция и селото е изоставено. В 1926 година руините са прекръстени на Пиргари. В 1928 година е вероятно броено към Балъджа, а в средата на 30-те години с мелиорационните работи в района селото се разпада.
| Година    | 1913 | 1920 | 1928 | 1940 | 1951 | 1961 | 1971 | 1981 | 1991 | 2001 | 2011 | 2021 |
| --------- | ---- | ---- | ---- | ---- | ---- | ---- | ---- | ---- | ---- | ---- | ---- | ---- |
| Население | 12   | 14   |      |      |      |      |      |      |      |      |      |      |